# Puget (Vaucluse)
Puget település Franciaországban, Vaucluse megyében. Lakosainak száma 881 fő (2022. január 1.). Puget Charleval, Mallemort, La Roque-d'Anthéron, Lacoste, Lauris, Ménerbes és Mérindol községekkel határos.

## Népesség
A település népességének változása:
| Lakosok száma | 712  | 735  | 784  | 769  | 785  | 819  | 852  | 864  | 881  |
|               | 2013 | 2015 | 2016 | 2017 | 2018 | 2019 | 2020 | 2021 | 2022 |